# برنت غيلبرتسون
برنت غيلبرتسون هو سياسي كندي، ولد في 17 مارس 1912 في النرويج، وتوفي في 1995 في St. Joseph Island (Ontario) ‏ في كندا. نشط حزبياً في حزب أونتاريو المحافظ التقدمي. وقد انتخب عضو برلمان مقاطعة أونتاريو ‏.